# Taça Hornet
A Taça Hornet de Futebol da Diversidade é um torneio de futebol society organizado anualmente pela rede social de aplicativo móvel Hornet, voltado para o público LGBT.
A competição é disputada desde 2017, por times semiprofissionais e amadores formados por atletas homossexuais, e tem como objetivo garantir a inclusão no esporte, além de promover um evento recreativo para a população.

## Edições
| Edição | Ano  | Cidade-sede | Campeão       | Vice          |
| ------ | ---- | ----------- | ------------- | ------------- |
| I      | 2017 | São Paulo   | BeesCats (RJ) | Futeboys (SP) |
| II     | 2018 | São Paulo   | Bulls (SP)    | Beescats (Rj) |
| III    | 2019 | São Paulo   | a definir     | a definir     |

## Ligações Externas
- Hornet Brasil facebook